# ハギワラシスコム
株式会社ハギワラシスコム（Hagiwara Sys-Com Co., Ltd.）は、かつて愛知県名古屋市中区に本社を置いていた半導体メモリおよび通信機器メーカーである。

## 概要
1927年（昭和2年）金属精錬業として創業。1989年（平成元年）にパソコン周辺機器の開発を始め、同時に金属精錬部門を廃止した。ファブレスメーカーであり製品の企画・開発を自社で行っていた。主にフラッシュメモリ応用機器のほか、ウィルコムの通信端末 (WS008HA) などを手掛けていた。また、過去にはNINTENDO 64用オリジナルカード作成ソフト『マリオのふぉとぴー』の販売も行っていた。2011年（平成23年）3月31日、民事再生法の適用を申請。民事再生法申請後は同業他社のエレコムが事業を譲り受けるために新設した子会社のハギワラソリューションズ株式会社に事業の一部を譲渡した。

## 沿革
- 1927年（昭和2年） - 金属精錬業として創業。
- 1971年（昭和46年）11月 - 「有限会社萩原精錬所」を設立。
- 1972年（昭和47年） - 株式会社に組織変更し、「株式会社萩原精錬所」となる。
- 1982年（昭和57年） - 半導体部門を新設。
- 1989年（平成元年） - 「株式会社ハギワラシスコム」に商号を変更。
- 2011年（平成23年）
  - 3月31日 - 民事再生法の適用を申請 負債100億円。
  - 7月31日 - 製品販売終了。
  - 8月1日 - 事業の一部をエレコム子会社のハギワラソリューションズ株式会社[3]に譲渡。以降は譲渡しなかった事業の清算に専念。
- 2012年（平成24年）2月29日 - サポート業務終了。
- 2013年（平成25年）10月29日 - 公式ウェブサイト閉鎖。

## 主な製品
- UDRWテクノロジー応用製品
- USBフラッシュメモリ

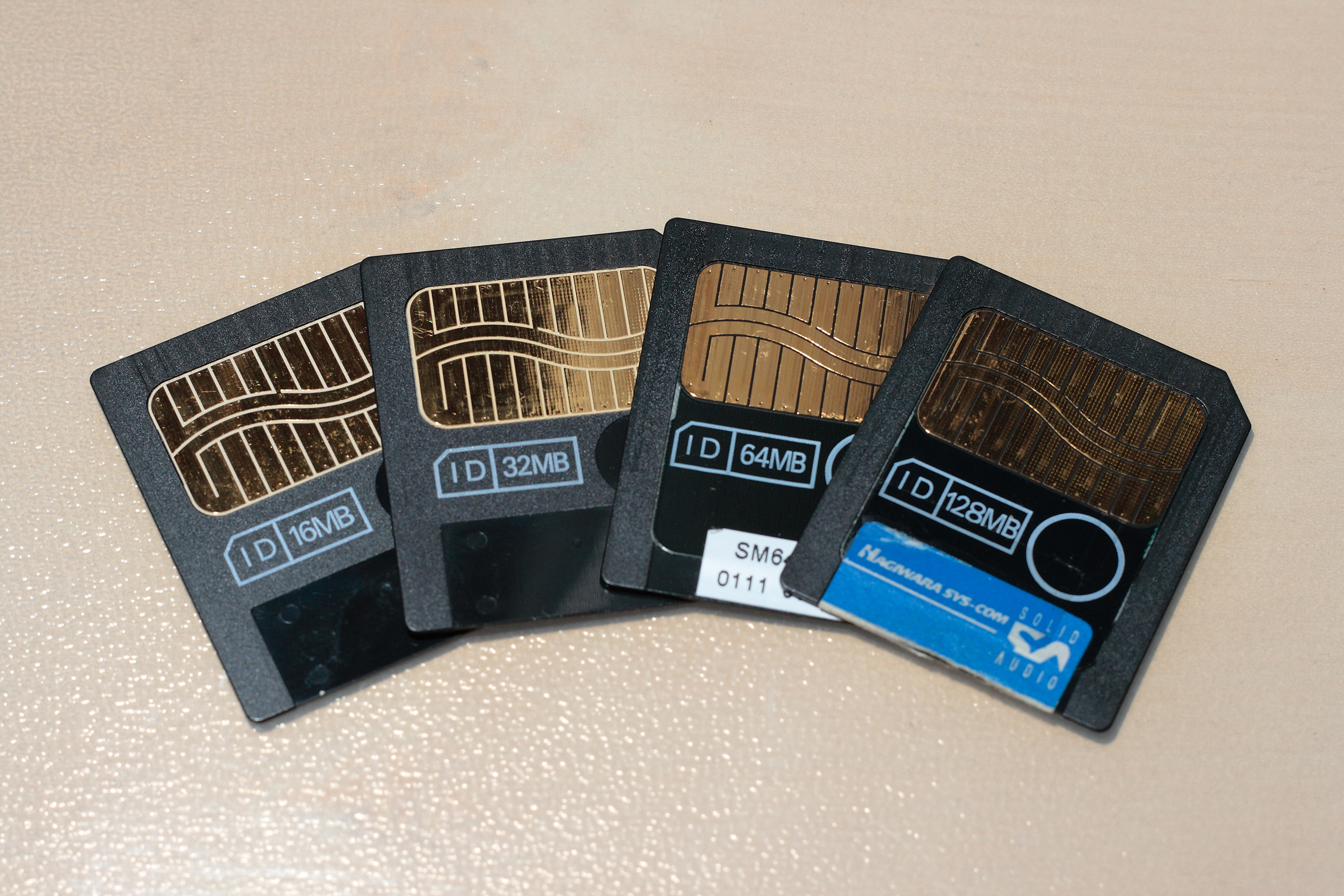
スマートメディア

- Express Card（WS008HA）
- 携帯電話対応メモリーカード
- SD/SDHC/SDXCメモリーカード
- コンパクトフラッシュ
- メモリースティック
- 通信関連製品
- メモリーモジュール

## 事業所
- 本社・名古屋支店（愛知県名古屋市中区）
- 東京支店（東京都中央区）
- 大阪支店（大阪府大阪市北区）
- 福岡支店（福岡県福岡市中央区）
- 浜松技術研究所（静岡県浜松市中央区）
- 東京開発センター（東京都中央区）
- 台湾支店（台湾）
- 韓国支店（韓国）

## 関連会社
- Hagiwara Sys-Com US Co., Ltd.（アメリカ）

## 註釈
1. 1 2  “レポート 株式会社ハギワラシスコム”.   帝国データバンク (2011年3月31日). 2025年8月14日閲覧。
2. ↑  “エレコム、「ハギワラソリューションズ」の事業開始”. ITmedia (2011年8月1日). 2025年8月14日閲覧。
3. ↑  ハギワラソリューションズ株式会社